# 9e étape du Tour d'Espagne 2004
 (décembre 2023).
Si vous disposez d'ouvrages ou d'articles de référence ou si vous connaissez des sites web de qualité traitant du thème abordé ici, merci de compléter l'article en donnant les références utiles à sa vérifiabilité et en les liant à la section « Notes et références ».
Pour un article plus général, voir Tour d'Espagne 2004.
La 9e étape du Tour d'Espagne 2004 a eu lieu le 12 septembre 2004 entre la ville de Xàtiva et le sommet de l'Alto de Aitana sur une distance de 170 km. Elle a été remportée par l'Italien Leonardo Piepoli (Saunier Duval-Prodir) devant les Espagnols Roberto Heras et Isidro Nozal (Liberty Seguros). L'Américain Floyd Landis (US Postal Service-Berry Floor) converse le maillot de leader du classement général à l'issue de l'étape.

## Classement de l'étape
| \| Classement de l'étape \| Classement de l'étape \| Classement de l'étape \| Classement de l'étape \| Classement de l'étape \| \| Coureur \| Coureur \| Pays \| Équipe \| Temps \| \| --------------------- \| --------------------- \| --------------------- \| ----------------------------- \| --------------------- \| \| 1er \| Leonardo Piepoli \| Italie \| Saunier Duval-Prodir \| + 4 h 29 min 36 s \| \| 2e \| Roberto Heras \| Espagne \| Liberty Seguros \| + 4 s \| \| 3e \| Isidro Nozal \| Espagne \| Liberty Seguros \| + 10 s \| \| 4e \| Francisco Mancebo \| Espagne \| Illes Balears-Banesto \| + 15 s \| \| 5e \| Jorge Ferrío \| Espagne \| Costa de Almería-Paternina \| + 25 s \| \| 6e \| Alejandro Valverde \| Espagne \| Comunidad Valenciana-Kelme \| + 29 s \| \| 7e \| Denis Menchov \| Russie \| Illes Balears-Banesto \| + 41 s \| \| 8e \| Carlos Sastre \| Espagne \| CSC \| + 52 s \| \| 9e \| Floyd Landis \| États-Unis \| US Postal Service-Berry Floor \| + 55 s \| \| 10e \| Aitor González \| Espagne \| Fassa Bortolo \| + 1 min 09 s \| |                    |            |                               |                   |
| |                    |            |                               |                   |
| |                    |            |                               |                   |
| Classement de l'étape |                    |            |                               |                   |
| Coureur | Coureur            | Pays       | Équipe                        | Temps             |
| 1er | Leonardo Piepoli   | Italie     | Saunier Duval-Prodir          | + 4 h 29 min 36 s |
| 2e | Roberto Heras      | Espagne    | Liberty Seguros               | + 4 s             |
| 3e | Isidro Nozal       | Espagne    | Liberty Seguros               | + 10 s            |
| 4e | Francisco Mancebo  | Espagne    | Illes Balears-Banesto         | + 15 s            |
| 5e | Jorge Ferrío       | Espagne    | Costa de Almería-Paternina    | + 25 s            |
| 6e | Alejandro Valverde | Espagne    | Comunidad Valenciana-Kelme    | + 29 s            |
| 7e | Denis Menchov      | Russie     | Illes Balears-Banesto         | + 41 s            |
| 8e | Carlos Sastre      | Espagne    | CSC                           | + 52 s            |
| 9e | Floyd Landis       | États-Unis | US Postal Service-Berry Floor | + 55 s            |
| 10e | Aitor González     | Espagne    | Fassa Bortolo                 | + 1 min 09 s      |

## Classement général
| \| Classement général \| Classement général \| Classement général \| Classement général \| Classement général \| \| Coureur \| Coureur \| Pays \| Équipe \| Temps \| \| ------------------ \| ------------------ \| ------------------ \| ----------------------------- \| ------------------ \| \| 1er \| Floyd Landis \| États-Unis \| US Postal Service-Berry Floor \| 31 h 46 min 48 s \| \| 2e \| Manuel Beltrán \| Espagne \| US Postal Service-Berry Floor \| + 33 s \| \| 3e \| Francisco Mancebo \| Espagne \| Illes Balears-Banesto \| + 38 s \| \| 4e \| Isidro Nozal \| Espagne \| Liberty Seguros \| + 51 s \| \| 5e \| Alejandro Valverde \| Espagne \| Comunidad Valenciana-Kelme \| + 57 s \| \| 6e \| Roberto Heras \| Espagne \| Liberty Seguros \| + 1 min 35 s \| \| 7e \| Denis Menchov \| Russie \| Illes Balears-Banesto \| + 1 min 52 s \| \| 8e \| Carlos Sastre \| Espagne \| CSC \| + 1 min 55 s \| \| 9e \| Aitor González \| Espagne \| Fassa Bortolo \| + 2 min 25 s \| \| 10e \| David Blanco \| Espagne \| Comunidad Valenciana-Kelme \| + 3 min 30 s \| |                    |            |                               |                  |
| |                    |            |                               |                  |
| |                    |            |                               |                  |
| Classement général |                    |            |                               |                  |
| Coureur | Coureur            | Pays       | Équipe                        | Temps            |
| 1er | Floyd Landis       | États-Unis | US Postal Service-Berry Floor | 31 h 46 min 48 s |
| 2e | Manuel Beltrán     | Espagne    | US Postal Service-Berry Floor | + 33 s           |
| 3e | Francisco Mancebo  | Espagne    | Illes Balears-Banesto         | + 38 s           |
| 4e | Isidro Nozal       | Espagne    | Liberty Seguros               | + 51 s           |
| 5e | Alejandro Valverde | Espagne    | Comunidad Valenciana-Kelme    | + 57 s           |
| 6e | Roberto Heras      | Espagne    | Liberty Seguros               | + 1 min 35 s     |
| 7e | Denis Menchov      | Russie     | Illes Balears-Banesto         | + 1 min 52 s     |
| 8e | Carlos Sastre      | Espagne    | CSC                           | + 1 min 55 s     |
| 9e | Aitor González     | Espagne    | Fassa Bortolo                 | + 2 min 25 s     |
| 10e | David Blanco       | Espagne    | Comunidad Valenciana-Kelme    | + 3 min 30 s     |

## Classements annexes
| Classement par points | Classement par points | Classement par points | Classement par points           | Classement par points |
| Coureur               | Coureur               | Pays                  | Équipe                          | Points                |
| --------------------- | --------------------- | --------------------- | ------------------------------- | --------------------- |
| 1er                   | Erik Zabel            | Allemagne             | T-Mobile                        | 92 pts                |
| 2e                    | Stuart O'Grady        | Australie             | Cofidis-Le Crédit par Téléphone | 90 pts                |
| 3e                    | Óscar Freire          | Espagne               | Rabobank                        | 87 pts                |
| 4e                    | Alessandro Petacchi   | Italie                | Fassa Bortolo                   | 75 pts                |
| 5e                    | Alejandro Valverde    | Espagne               | Comunidad Valenciana-Kelme      | 65 pts                |

| Classement par points | Classement par points | Classement par points | Classement par points           | Classement par points |
| Coureur               | Coureur               | Pays                  | Équipe                          | Points                |
| --------------------- | --------------------- | --------------------- | ------------------------------- | --------------------- |
| 1er                   | Erik Zabel            | Allemagne             | T-Mobile                        | 92 pts                |
| 2e                    | Stuart O'Grady        | Australie             | Cofidis-Le Crédit par Téléphone | 90 pts                |
| 3e                    | Óscar Freire          | Espagne               | Rabobank                        | 87 pts                |
| 4e                    | Alessandro Petacchi   | Italie                | Fassa Bortolo                   | 75 pts                |
| 5e                    | Alejandro Valverde    | Espagne               | Comunidad Valenciana-Kelme      | 65 pts                |

| Classement de la montagne | Classement de la montagne | Classement de la montagne | Classement de la montagne  | Classement de la montagne |
| Coureur                   | Coureur                   | Pays                      | Équipe                     | Points                    |
| ------------------------- | ------------------------- | ------------------------- | -------------------------- | ------------------------- |
| 1er                       | David Fernández Domingo   | Espagne                   | Costa de Almería-Paternina | 35 pts                    |
| 2e                        | Francisco Mancebo         | Espagne                   | Illes Balears-Banesto      | 33 pts                    |
| 3e                        | Félix Cárdenas            | Colombie                  | Cafés Baqué                | 32 pts                    |
| 4e                        | Leonardo Piepoli          | Italie                    | Saunier Duval-Prodir       | 31 pts                    |
| 5e                        | Roberto Heras             | Espagne                   | Liberty Seguros            | 27 pts                    |

| Classement de la montagne | Classement de la montagne | Classement de la montagne | Classement de la montagne  | Classement de la montagne |
| Coureur                   | Coureur                   | Pays                      | Équipe                     | Points                    |
| ------------------------- | ------------------------- | ------------------------- | -------------------------- | ------------------------- |
| 1er                       | David Fernández Domingo   | Espagne                   | Costa de Almería-Paternina | 35 pts                    |
| 2e                        | Francisco Mancebo         | Espagne                   | Illes Balears-Banesto      | 33 pts                    |
| 3e                        | Félix Cárdenas            | Colombie                  | Cafés Baqué                | 32 pts                    |
| 4e                        | Leonardo Piepoli          | Italie                    | Saunier Duval-Prodir       | 31 pts                    |
| 5e                        | Roberto Heras             | Espagne                   | Liberty Seguros            | 27 pts                    |

| Classement du combiné | Classement du combiné | Classement du combiné | Classement du combiné         | Classement du combiné |
| Coureur               | Coureur               | Pays                  | Équipe                        | Points                |
| --------------------- | --------------------- | --------------------- | ----------------------------- | --------------------- |
| 1er                   | Francisco Mancebo     | Espagne               | Illes Balears-Banesto         | 13 pts                |
| 2e                    | Roberto Heras         | Espagne               | Liberty Seguros               | 20 pts                |
| 3e                    | Isidro Nozal          | Espagne               | Liberty Seguros               | 21 pts                |
| 4e                    | Alejandro Valverde    | Espagne               | Comunidad Valenciana-Kelme    | 23 pts                |
| 5e                    | Floyd Landis          | États-Unis            | US Postal Service-Berry Floor | 24 pts                |

| Classement du combiné | Classement du combiné | Classement du combiné | Classement du combiné         | Classement du combiné |
| Coureur               | Coureur               | Pays                  | Équipe                        | Points                |
| --------------------- | --------------------- | --------------------- | ----------------------------- | --------------------- |
| 1er                   | Francisco Mancebo     | Espagne               | Illes Balears-Banesto         | 13 pts                |
| 2e                    | Roberto Heras         | Espagne               | Liberty Seguros               | 20 pts                |
| 3e                    | Isidro Nozal          | Espagne               | Liberty Seguros               | 21 pts                |
| 4e                    | Alejandro Valverde    | Espagne               | Comunidad Valenciana-Kelme    | 23 pts                |
| 5e                    | Floyd Landis          | États-Unis            | US Postal Service-Berry Floor | 24 pts                |

| Classement par équipes | Classement par équipes        | Classement par équipes | Classement par équipes |
| Équipe                 | Équipe                        | Pays                   | Temps                  |
| ---------------------- | ----------------------------- | ---------------------- | ---------------------- |
| 1re                    | US Postal Service-Berry Floor | États-Unis             | 95 h 26 min 05 s       |
| 2e                     | Comunidad Valenciana-Kelme    | Espagne                | + 1 min 04 s           |
| 3e                     | Illes Balears-Banesto         | Espagne                | + 3 min 20 s           |
| 4e                     | Liberty Seguros               | Espagne                | + 3 min 59 s           |
| 5e                     | CSC                           | Danemark               | + 10 min 41 s          |

| Classement par équipes | Classement par équipes        | Classement par équipes | Classement par équipes |
| Équipe                 | Équipe                        | Pays                   | Temps                  |
| ---------------------- | ----------------------------- | ---------------------- | ---------------------- |
| 1re                    | US Postal Service-Berry Floor | États-Unis             | 95 h 26 min 05 s       |
| 2e                     | Comunidad Valenciana-Kelme    | Espagne                | + 1 min 04 s           |
| 3e                     | Illes Balears-Banesto         | Espagne                | + 3 min 20 s           |
| 4e                     | Liberty Seguros               | Espagne                | + 3 min 59 s           |
| 5e                     | CSC                           | Danemark               | + 10 min 41 s          |